# Aulacopalpus ciliatus
Aulacopalpus ciliatus är en skalbaggsart som beskrevs av Antoine Joseph Jean Solier 1851. Aulacopalpus ciliatus ingår i släktet Aulacopalpus och familjen Rutelidae. Inga underarter finns listade.